# Goya Foods
Goya Foods, nota semplicemente come Goya, è un'azienda statunitense attiva nel settore alimentare, fondata nel 1936 a New York da una famiglia spagnola e produttrice di cibi spagnoli e latino-americani.
È diventata la più grande impresa alimentare statunitense nelle mani degli ispanici con sede a Jersey City nel New Jersey e con impianti di produzione negli Stati Uniti (compreso Porto Rico), nella Repubblica Dominicana e in Spagna. I suoi proprietari, la famiglia Unanue, sono la seconda famiglia ispanica più ricca degli Stati Uniti, con una fortuna stimata di 750 milioni di dollari.

## Storia
Goya è stata fondata nel 1936 da Prudencio Unanue Ortiz (1886-1976), un giovane di Villasana de Mena (Burgos) e Carolina Casal Unanue (1890-1984), galiziana di Caldas de Reis. Entrambi emigrarono a Porto Rico, dove si incontrarono e si sposarono. Quindi si trasferirono a New York dove fondarono Goya Foods. Presto iniziarono a importare olive e olio d'oliva dalla Spagna per placare la "morriña" degli emigranti che, come loro, sentivano la mancanza del sapore della loro terra.

### Boicottaggio e l'appoggio di Trump

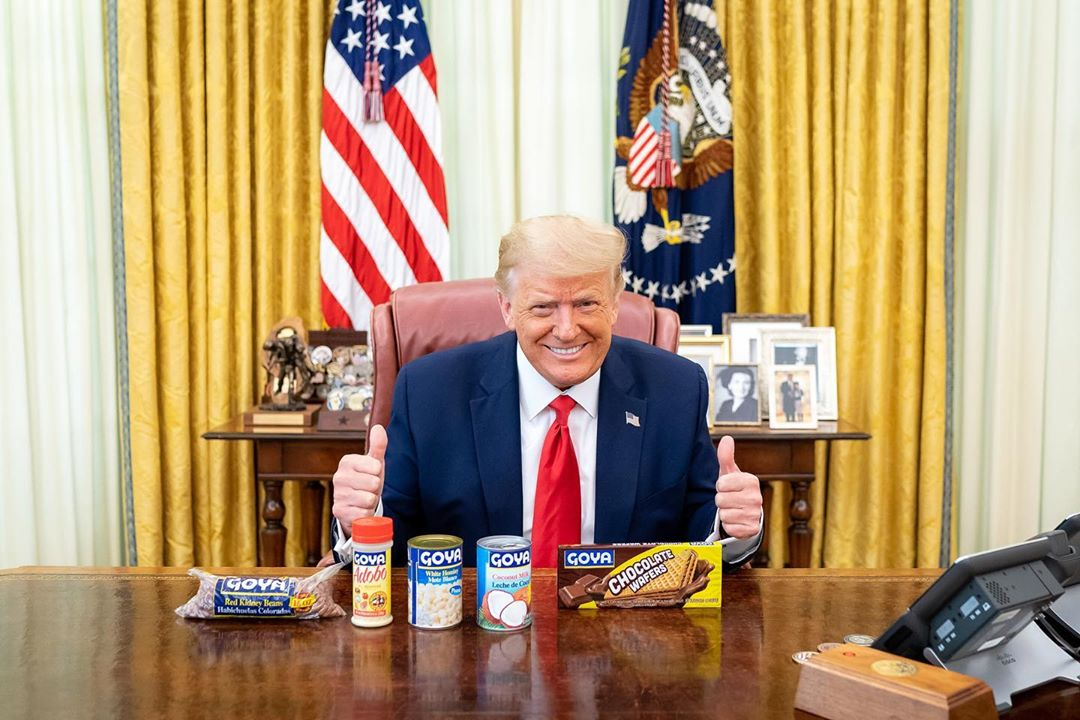
Donald J. Trump con prodotti Goya nella Casa Bianca il 15 luglio 2020

Nel 2020, durante la campagna elettorale presidenziale, l'azienda è stata al centro di accese polemiche dopo che il proprietario, Bob Unanue, si è dichiarato in una tavola rotonda alla Casa Bianca un forte sostenitore repubblicano, elogiando il presidente Donald Trump e dicendo che il paese è "benedetto" ad averlo. Immediate le reazioni, c'è stato anche chi ha chiesto un boicottaggio del marchio.  Boicottaggio supportato da hashtag sui social media e da vari personaggi pubblici, tra cui Alexandra Ocasio-Cortez, Julian Castro e Lin-Manuel Miranda. Un sostenitore della Goya Foods, in Virginia, ha invece risposto raccogliendo oltre 77.000 dollari per acquistare prodotti da distribuire nelle mense. Bob Unanue ha ottenuto anche il sostegno del presidente Trump e della figlia Ivanka che hanno pubblicizzato con degli spot l'azienda e i suoi fagioli.